# José Gil Guerrero
José Gil (Montevideo, Uruguay; 8 de abril de 1930-4 de octubre de 2008) fue un futbolista y entrenador uruguayo. Jugaba como delantero derecho.

## Trayectoria
Se inició en su natal Uruguay en el Club Nacional de Football como delantero. Después viajó al Perú donde militó en los clubes Universitario de Deportes y el Club Atlético Chalaco. Para luego continuar su carrera en Venezuela, donde fue jugador y luego entrenador, país donde permaneció hasta sus últimos días de vida.

## Clubes

### Como jugador
| Club                                         | País      | Año       |
| -------------------------------------------- | --------- | --------- |
| Club Nacional de Football                    | Uruguay   | 1949—1950 |
| Danubio Fútbol Club                          | Uruguay   | 1951—1953 |
| Sport Boys Association                       | Perú      | 1954      |
| Universitario de Deportes                    | Perú      | 1955      |
| Club Atlético Chalaco                        | Perú      | 1956      |
| Deportes Tolima                              | Colombia  | 1957      |
| Deportivo Italia                             | Venezuela | 1958—1959 |
| Universidad Central de Venezuela Fútbol Club | Venezuela | 1960      |

### Como entrenador
| Club              | País      | Año  |
| ----------------- | --------- | ---- |
| Deportivo Táchira | Venezuela | 1975 |

## Palmarés

### Campeonatos nacionales
| Título           | Club                      | País    | Año  |
| ---------------- | ------------------------- | ------- | ---- |
| Primera División | Club Nacional de Football | Uruguay | 1950 |